# Diplazon erugatus
Diplazon erugatus là một loài tò vò trong họ Ichneumonidae.